# ペエスケ ガタピシ物語
『ペエスケ ガタピシ物語』（ペエスケ ガタピシものがたり）は、園山俊二のマンガ作品『ペエスケ』を原作とした、1990年公開の日本映画である。

## キャスト
- 所ジョージ（平野平助-ペイスケ）
- 秋野暢子（ヒロ子）
- 近藤吏一（平太）
- 竹中直人（山川）
- 石倉三郎（部長）
- 斎藤晴彦（大家さん）
- 宮川一朗太（ヨシオ）
- 海老名美どり（アパートの住人）
- 広田レオナ（マリさん）
- あめくみちこ（由美）
- 芦川誠（岡野）
- でんでん（ヤクザ）
- 大森うたえもん（信用金庫支店長）
- 岡田眞澄（社長）
- 谷啓（町長）
- 宍戸錠（船長）
- 矢野明仁

## スタッフ
- 製作：山田洋行ライトヴィジョン
- 監督：後藤秀司
- 製作者：鍋島壽夫
- プロデューサー：中島芳人
- 脚本：つかこうへい
- 原作：園山俊二
- 撮影：村野信明
- 美術：佐々木修
- 照明：森谷清彦
- 音楽監督：久石譲
- 主題歌：所ジョージ「春一番の前」
- 録音：橋本泰夫
- 編集：川島章正
- 助監督：三池崇史
- スチール：笹田和俊
- 製作デスク：片岡公生
- 配給：松竹